# Michel-François d'Ailly
Michel-François d'Ailly, anche conosciuto come Michel François Dailly (Rocquencourt, 26 dicembre 1724 – Paucourt, 20 agosto 1800), è stato un politico francese.
D'Ailly esercitò il mandato di deputato del terzo stato agli Stati Generali del 1789, e all'Assemblea nazionale costituente (dal 1789 al 1791). Fu inoltre eletto senatore durante il Consolato.